# Jennifer Dahlgren
Jennifer Dahlgren Fitzner (Buenos Aires, 21 aprile 1984) è una martellista argentina.

## Palmarès
| Anno | Manifestazione          | Sede           | Evento              | Risultato      | Prestazione | Note                  |
| ---- | ----------------------- | -------------- | ------------------- | -------------- | ----------- | --------------------- |
| 2000 | Mondiali juniores       | Santiago       | Lancio del martello | 23ª            | 50,49 m     |                       |
| 2001 | Mondiali allievi        | Debrecen       | Lancio del martello | 4ª             | 56,96 m     |                       |
| 2002 | Mondiali juniores       | Kingston       | Lancio del martello | 5ª             | 59,48 m     |                       |
| 2002 | Giochi sudamericani     | Belém          | Lancio del peso     | Argento        | 13,61 m     |                       |
| 2002 | Giochi sudamericani     | Belém          | Lancio del disco    | Argento        | 41,41 m     |                       |
| 2002 | Giochi sudamericani     | Belém          | Lancio del martello | Oro            | 55,73 m     |                       |
| 2004 | Giochi olimpici         | Atene          | Lancio del martello | 43ª            | 59,52 m     |                       |
| 2005 | Campionati sudamericani | Cali           | Lancio del martello | Oro            | 65,05 m     |                       |
| 2005 | Mondiali                | Helsinki       | Lancio del martello | Finale         | nm          |                       |
| 2006 | Campionati sudamericani | Tunja          | Lancio del martello | Oro            | 69,07 m     | Record dei campionati |
| 2006 | Giochi sudamericani     | Buenos Aires   | Lancio del martello | Oro            | 66,48 m     |                       |
| 2007 | Giochi panamericani     | Rio de Janeiro | Lancio del martello | Bronzo         | 68,37 m     |                       |
| 2007 | Mondiali                | Osaka          | Lancio del martello | 25ª (q)        | 65,64 m     |                       |
| 2008 | Giochi olimpici         | Pechino        | Lancio del martello | 29ª            | 66,35 m     |                       |
| 2009 | Campionati sudamericani | Lima           | Lancio del martello | Bronzo         | 63,81 m     |                       |
| 2009 | Mondiali                | Berlino        | Lancio del martello | 15ª (q)        | 68,90 m     |                       |
| 2011 | Campionati sudamericani | Buenos Aires   | Lancio del martello | Oro            | 72,70 m     |                       |
| 2011 | Mondiali                | Taegu          | Lancio del martello | 9ª             | 69,72 m     |                       |
| 2011 | Giochi panamericani     | Guadalajara    | Lancio del martello | 6ª             | 67,11 m     |                       |
| 2012 | Giochi olimpici         | Londra         | Lancio del martello | Finale         | nm          |                       |
| 2013 | Campionati sudamericani | Cartagena      | Lancio del martello | Bronzo         | 65,82 m     |                       |
| 2013 | Mondiali                | Mosca          | Lancio del martello | 15ª (q)        | 68,90 m     |                       |
| 2014 | Giochi sudamericani     | Santiago       | Lancio del martello | Argento        | 67,94 m     |                       |
| 2015 | Campionati sudamericani | Lima           | Lancio del martello | Bronzo         | 64,76 m     |                       |
| 2015 | Giochi panamericani     | Toronto        | Lancio del martello | 7ª             | 65,33 m     |                       |
| 2015 | Mondiali                | Pechino        | Lancio del martello | 21ª (q)        | 67,68 m     |                       |
| 2016 | Giochi olimpici         | Rio de Janeiro | Lancio del martello | 27ª (q)        | 63,03 m     |                       |
| 2017 | Campionati sudamericani | Asunción       | Lancio del martello | Argento        | 64,76 m     |                       |
| 2017 | Mondiali                | Londra         | Lancio del martello | Qualificazione | nm          |                       |
| 2018 | Giochi sudamericani     | Cochabamba     | Lancio del martello | Oro            | 70,98 m     | Record dei Giochi     |
| 2019 | Campionati sudamericani | Lima           | Lancio del martello | Bronzo         | 65,06 m     |                       |
| 2019 | Giochi panamericani     | Lima           | Lancio del martello | 10ª            | 63,22 m     |                       |